# Mismismo
El mismismo es una variante en el uso de la palabra mismo en español, no aceptada en gramática prescriptiva, que consiste en emplear el adjetivo mismo como pronombre anafórico de una frase, es decir, como referencia a un enunciado anterior en esta. Ejemplos de mismismo son los siguientes:
- Debe rellenar estos impresos y depositar los mismos en esta ventanilla.
- La enseñanza universitaria tenía una larga tradición en el país. La misma se caracterizaba…
- Ahora podrán ver nuestro plan de pensiones y las ventajas del mismo.
- Nos referimos al contenido de la carta y a las consecuencias de la misma.
- Criticó al término de la asamblea las irregularidades que se habían producido durante el desarrollo de la misma.

## Corrección
Según los autores prescriptivistas, el mismismo es completamente innecesario y desaconsejable, y si bien parece un modo de adornar o hacer elegante una frase, es preferible hacerla sucinta y concisa eliminando la palabra mismo, o reemplazándola por un pronombre o un posesivo, sin que esto cause pérdida de significado o de contenido. Por ejemplo, las oraciones anteriores se pueden modificar así:
- Debe rellenar estos impresos y depositarlos en esta ventanilla.
- La enseñanza universitaria tenía una larga tradición en el país. Se caracterizaba…
- Ahora podrán ver nuestro plan de pensiones y sus ventajas.
- Nos referimos al contenido de la carta y a sus consecuencias / Nos referimos al contenido y a las consecuencias de la carta.
- Criticó al término de la asamblea las irregularidades que se habían producido durante el desarrollo de ésta. / … durante su desarrollo.